# Limnophora brunneisquama
Limnophora brunneisquama este o specie de muște din genul Limnophora, familia Muscidae, descrisă de Fang-Hong Mu și Zhang în anul 1990. Conform Catalogue of Life specia Limnophora brunneisquama nu are subspecii cunoscute.